# Aymon de Savoie
Pour les articles homonymes, voir Aymon de Savoie (homonymie).
Aymon de Savoie, dit « le Pacifique », né à Bourg-en-Bresse le 15 décembre 1291 et mort à Rossillon le 22 juin 1343, est comte de Savoie, de Maurienne et duc d'Aoste (1329-1343).

## Biographie

### Origines
Aymon est né le 15 décembre 1291, à Bourg-en-Bresse.
Fils cadet du comte Amédée V de Savoie et de Sibylle de Baugé, il reçoit une formation ecclésiastique et exerce la charge de chanoine du chapitre de Lyon sans être prêtre. Il se trouve à Avignon, auprès du pape Jean XXII, lorsqu'il apprend sa nouvelle destinée.

### Règne
Aymon, soutenu par les États Généraux de Savoie qui avaient déclaré « que les États de Savoie ne tombaient pas de lance en quenouille » s'oppose à sa nièce Jeanne fille unique d'Édouard Ier et  épouse du duc Jean III de Bretagne qui revendique le comté. Il passe les premières années de son règne à combattre le Dauphin Guigues VIII de Viennois partisan de sa nièce. Après la mort de Guigues VIII en 1333 Aymon signe avec le nouveau Dauphin, Humbert II de Viennois, le traité de Chapareillan de 1334, dans lequel il reconnaît le Rhône comme frontière entre les États de Savoie et le Dauphiné septentrional. Par l'entremise du roi de France le 22 novembre 1339 un accord est également conclu avec Jeanne qui abandonne ses droits contre une rente de 6.000 livres tournois. Ces traités apportent une période de paix qui vaut à Aymon le surnom de « Pacifique ».
Il crée les Assises générales de Savoie, qu'il préside lui-même et qui ont lieu en mai de chaque année. Le 29 novembre 1329 il établit à Chambéry une cour permanente de justice qui décharge le Conseil suprême, lequel suivait les déplacements du comte. Le 30 mai 1330 il crée également une chancellerie de Savoie. À cette époque les États de Savoie  se divisent en dix bailliages répartis entre soixante-quinze châtellenies. Durant la guerre de Cent Ans, il aide le roi de France, Philippe VI de Valois, à combattre Édouard III d'Angleterre et participe notamment à la guerre des Flandres et rejoint l'ost royal en 1339 et 1342. Il installe définitivement au château de Chambéry la chambre des comptes, où les châtelains viennent rendre leur comptabilité. Il agrandit les bâtiments du château et y fait construire une chapelle.
Entre octobre-novembre 1335, son châtelain de Salins engage un rapport de force avec la cité épiscopale de Moûtiers, en Tarentaise,. L'affaire se poursuit par le siège de la cité durant 15 jours, jusqu'à ce que l'archevêque Jacques de Verloz de Salins vienne à Annecy pour obtenir du comte Aymon la fin du calvaire,. Selon la tradition, face aux suppliques de l'archevêque, le comte aurait répondu « Qu'ils subissent le siège ou laissent arrêter les étrangers chez eux ! » ( « qui paterentur obsidionem aut captionem alienigenarum in civitate Musterii »),. Cet événement marque le début de la soumission du pouvoir temporel des archevêques face aux comtes de Savoie.
Son épouse, malade, meurt en couches la veille de Noël 1342.

### Mort et succession
Aymon rédige son testament le 11 juin 1343. L'un des testamentaires est l'évêque de Maurienne, Anthelme II de Clermont.
Le comte Aymon est mort le 22 juin 1343,,,. Samuel Guichenon (XVIIe siècle) indiquait qu'il était mort au château de Montmélian, une information reprise par ses successeurs, notamment Claudius Blanchard (Histoire de l'abbaye d'Hautecombe en Savoie, 1867) ou encore des sites de généalogie. Cependant, le médiéviste Laurent Ripart, dans un article paru en 2003, corrige le lieu de mort, reprenant l'analyse du médiéviste Eugene L. Cox (1974), en la fixant au château de Rossillon, en Bugey, selon les comptes savoyards.
Son corps est transféré de Rossillon à une vaste chapelle de l'abbaye d'Hautecombe,, qu'il a fait construire pour y rassembler les restes de ses aïeux qui reposaient jusqu'alors dans le cloître de l'abbaye,. Le corps est inhumé le 26 juin 1343.

## Famille
Aymon épouse à Casal, le 1er mai 1330, Yolande de Montferrat (1318 — † 1342), fille du marquis de Montferrat, Théodore Ier Paléologue et d'Argentina Spinola, de laquelle il a quatre enfants, ou selon Guichenon cinq enfants, :
- Amédée (1334 — † 1383), son successeur sous le nom de Amédée VI ;
- Blanche Marie (1336 — † 1387), mariée en 1350 au seigneur de Milan, Galéas II Visconti (1320 — † 1378) ;
- Jean (1338 — † v. 1348)[Note 1] ;
- Catherine (1341 — † avant 11 juin 1343)[1] ;
- Louis (1342), dont la naissance coûte la vie à sa mère Yolande[7].

Hors mariage, Aymon a eu un certain nombre d'enfants illégitimes — estimé six, selon Guichenon à huit, selon Demorz — qui ont tous été élevés à la cour. Deux d'entre eux sont connus : Humbert et Ogier (Oger).
Humbert — à ne pas confondre avec un autre bâtard nommé Humbert (d.1443) — épouse Audise, héritière des seigneurs d'Arvillard « en Allevard », en 1341,,. Il devient ainsi seigneur d'Arvillard et des Molettes. Il épouse en secondes noces Marguerite, fille du noble Humbert V de Chevron.
Le second, Ogier (Ogerii bastardi de Sabaudie), mort en 1372, a eu une carrière moins importante, il a cependant été châtelain de Faverges, Conflans. Il a été probablement marié avec une Dame de Meyria, ainsi que plus probablement Bernarde de Cevins, pour qui c'est le second mariage.